# Gerhart Baron
Gerhart Baron (* 7. Mai 1904 in Kandrzin, Kreis Cosel, Oberschlesien; † 7. März 1978 in Linz, Oberösterreich) war ein österreichischer Autor.

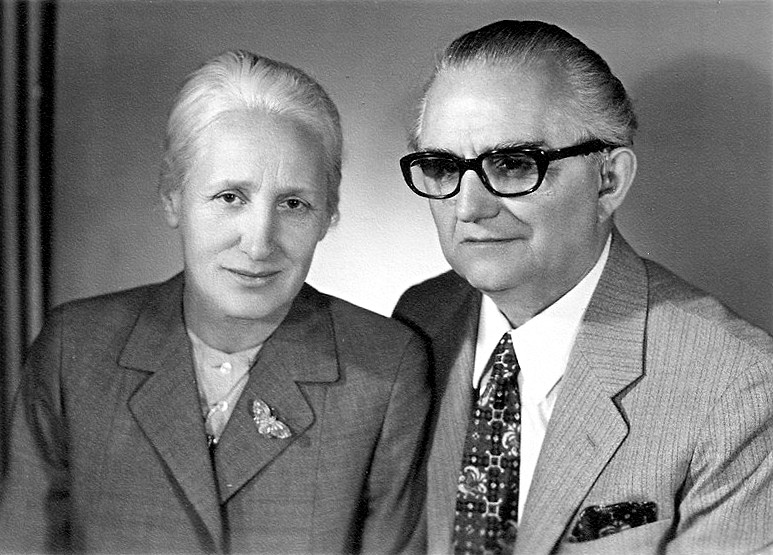
Gerhart Baron mit Ehefrau Margarete, Mai 1969

## Leben
Baron war das älteste von zehn Kindern. Sein Vater, Gabriel Baron (1870–1919) war einfacher Postbeamter („Oberpostschaffner“) bäuerlicher Herkunft, war früh verstorben. Der Besuch einer weiterführenden Schule in Zabrze/Hindenburg war nicht möglich. Gerhart Baron musste für die verwitwete Mutter und seine neun Geschwister finanziell Sorge tragen. Er absolvierte die Uhrmacherlehre, war danach jedoch in der Industrie tätig. Mit 13 Jahren schrieb Baron seine ersten Gedichte. 1925 Aufnahme in Karl Brögers Anthologie „Jüngste Arbeiterdichtung“. Er war ab 1924 in Hindenburg Bibliothekar, baute eine Arbeiterbücherei auf und leitete von 1926 bis 1933 auch die Zweigbüchereien der Städtischen Volksbücherei, der Waldorfschule Meisengrund und der Pestalozzischule im Hindenburger Stadtteil Mathesdorf. 1927 wurde er Mitglied des von Bruno G. Tschierschke, Redakteur der „Oberschlesischen Zeitung“, in Beuthen geleiteten Literarischen Zirkels „Jungoberschlesien“ (aus dem später die „Gemeinschaft jungoberschlesischer Dichter“ entstand). 1929 war er als Arbeiterdichter – mit dem oberschlesischen Lyriker Wilhelm Tkaczyk (1907–1982) – wesentlich an der Gründung der „Industriegruppe Oberschlesien“ des Bundes proletarisch-revolutionärer Schriftsteller (BPRS) beteiligt, seine politische Ausrichtung führte 1933 zu seiner Entlassung. 1937 wurde er Bibliothekar im Amt für Oberschlesische Landeskunde und entging durch Zufall der Einweisung in ein KZ. 1938 begann er mit der Arbeit an einer Gesamt-Bibliografie des Neissegaues. Von 1940 bis 1941 bereitete er sich auf das Abitur vor, musste aber dann zur Wehrmacht. Er war überwiegend in der Verwaltung des Kriegsgefangenenlagers in Görlitz (Stalag VIII A) tätig. 1944 ist Gerhart Baron Truppenbibliothekar (“Gefreiter”) in Neisse beim Stab/Sturmgeschütz-ErsatzAbteilung 300. In Gleiwitz lernt Baron Fritz Hüser kennen, den Büchereileiter der Schaffgottschen Werke und späteren Dortmunder Bibliotheksdirektor. Gegen Ende des Krieges wurde Baron bei Fürstenberg an der Oder schwer verwundet. Während seines Aufenthaltes im Lazarett geriet er in US-Kriegsgefangenschaft.
Als Heimatvertriebener kam er 1946 nach Oberösterreich, wo er zunächst bei der Lenzing AG in der Fabrik arbeitete und ab 1955 als Archivar der Arbeiterkammer in Linz Beschäftigung fand. Er baute das Archiv auf und führte es bis zu seiner Pensionierung 1969.
Seine Gedichte finden sich in zahlreichen Anthologien, darunter von 1936 bis 1942 auch in der Münchner Literaturzeitschrift „Das innere Reich“ empfohlen durch den Regensburger Dichter Georg Britting. Im Juli 1944 hatte Gerhart Baron auch seinen ersten Gedichtband „Ankunft“ (1943) an den schlesischen Literatur-Nobelpreisträger Gerhart Hauptmann “in alter und herzlichster Verehrung” übersandt. Fast 50 Gedichte wurden nach 1945 von Günter Bialas, Roland Häfner, Alexander Ecklebe und Viktor Bermeiser vertont.
Seit 1950 arbeitete er an der „Bibliographie der Arbeiterdichtung des deutschen Sprachraums mit Einschluß des Arbeiterbildungswesens“, die sich seit November 2019 als Dauerleihgabe im Zeitgeschichte-Museum Ebensee (Österreich) befindet.
Gerhart Baron war seit Juli 1943 mit der oberschlesischen Pianistin und Klavierlehrerin Margarete „Gritta“ Jenoch (1906–1995) verheiratet. Die Ehe blieb kinderlos. Ein Neffe ist der Oberpfälzer Kulturmanager und Publizist Bernhard M. Baron.
Gerhart Baron war vor 1933 Mitglied der SPD, nach 1946 der SPÖ sowie der Innviertler Künstlergilde und des PEN-Clubs Österreich. Der literarische Nachlass von Gerhart Baron befindet sich im Archiv der Stiftung Haus Oberschlesien in Ratingen/Nordrhein-Westfalen.

## Werke
- Jungoberschlesische Lyrik. (Mitherausgeber), Beuthen O/S, 1928
- Ankunft. (Gedichte), Potsdam 1943
- Die Wiedergeburt (Gedichte), Regensburg 1964
- Der Beginn. Die Anfänge der Arbeiterbildungsvereine in Oberösterreich. Linz/Österreich 1971
- Quirim ein Stein. (Gedichte = „eidos“ Beiträge zur Kultur Band 38), Echzell 1981 posthum, ISBN 3-921640-51-2
- Die Stadt Lubum. (5 oberschlesische Märchen mit Zeichnungen von Guido Wandrey), Waldbrunn 1982 posthum, ISBN 3-921640-58-X
- In Tat und Traum. (Gedichte = „eidos“ Beiträge zur Kultur Band 39), Waldbrunn 1982 posthum, ISBN 3-921640-59-8
- Oktoberfrau im Schnee. (Gedichte), Waldbrunn 1984 posthum, ISBN 3-921640-71-7
- Baśnie. Märchen. (polnisch/deutsch) i. d. R. „Juwelen schlesischer Literatur. Perły literatury śląskiej“ N. 9, Lubowitz/Łubowice (Polen) 2013 posthum, 2. Auflage 2017, ISBN 978-83-935016-7-0

## Auszeichnungen
- Jungoberschlesischer Lyrikpreis, Beuthen (1928)
- Lyrikpreis der Zeitschrift Die Dame, Berlin (1935)
- Lyrikpreis der Heimatvertriebenen des Brentanoverlages Stuttgart (1952)
- Theodor-Körner-Preis für Sozialwissenschaften, Wien (1955 und 1973)
- Berufstitel Professor durch den österr. Bundespräsidenten Adolf Schärf, Wien (1964)[11]
- Förderungspreis des Österr. Staatspreises für Erwachsenenbildung (1971)
- Josef-Luitpold-Stern-Preis des ÖGB, Wien (1976)